# Фрейзер, Робби (футболист)
Робби Фрейзер (англ. Robbie Fraser; род. 2 апреля 2003, Глазго) — шотландский футболист, защитник клуба «Рейнджерс».

## Клубная карьера
Фрейзер — воспитанник клуба «Рейнджерс». 14 мая 2024 года в матче против «Данди» он дебютировал в шотландской Премьер-лиге. В начале 2025 года Фрейзер на правах аренды перешёл в «Ливингстон». 4 января в матче против «Куинз Парк» он дебютировал в шотландском Чемпионшипе. 14 января в поединке против «Эйрдрионианс» Робби забил свой первый гол за «Ливингстон». По окончании аренды игрок вернулся в «Рейнджерс». 